# Universum Film AG
UFA GmbH (до 1991 года Universum Film AG, сокращенно UFA, до 2013 года UFA Film & TV Production GmbH, сокращенно UFA) — компания со штаб-квартирой в районе Бабельсберг в Потсдаме.
Основанная в 1917 году как УФА компания тесно связана с историей немецкого кино и является одной из старейших кинокомпаний Европы.
Сегодняшняя UFA GmbH является дочерней компанией международной медиагруппы Bertelsmann и считается одной из крупнейших немецких компаний по производству телефильмов и телепередач.

## История

### Основание и первые годы (1917—1933)
Предшественником УФА было Управление фото и кино (Буфа), созданное Верховным командованием сухопутных войск 13 января 1917 года. Задача этого органа, который был создан в ответ на предполагаемое преимущество врага в области кинопропаганды, заключалась в том, чтобы приспособить кино к психологической войне в собственной стране.
Однако планы немецкого генерального штаба, в частности Эриха Людендорфа, выходили далеко за рамки создания Буфа. Он имел в виду крупный киноконцерн, который, находясь под контролем государства, будет служить национальным интересам. В результате 18 декабря 1917 года в Берлине путем слияния частных кинофирм была учреждена компания Universum-Film Aktiengesellschaft (UFA). Стартовый капитал компании, в которой помимо тайного участия правительства рейха и военного министерства участвовал Deutsche Bank, составил 25 млн марок. Председателем наблюдательного совета стал член правления Deutsche Bank Эмиль Георг фон Штаус.
Вместо того чтобы основывать новую компанию, Генеральный штаб первоначально рассматривал возможность взять на себя управление Немецким фотографическим обществом, которое было учреждено в 1916 году. Однако оно находилось под слишком сильным влиянием тяжелой промышленности и Альфреда Гугенберга.
Поскольку из-за войны Германия была в значительной степени отрезана от импорта фильмов, у новой компании были идеальные стартовые условия для завоевания немецкого рынка.
Задачей УФА при создании было объявлено производство художественных, документальных, научно-популярных фильмов и кинохроники для пропаганды Германии за рубежом. После того как между учредителями возникли трения, победу одержал Deutsche Bank, так как с кинопроизводством его связывали скорее деловые, чем военные интересы. Вместо пропагандистских фильмов были сняты развлекательные фильмы, такие как «Сумурун» (1920) Эрнста Любича.
В 1921 году УФА, которая уже производила значительную часть немецких кинофильмов, была приватизирована. С 1922 года в её распоряжении находились большие павильоны в Нойбабельсберге (ныне Бабельсберг) и Берлине-Темпельхофе на Оберландштрассе, которые были расширены в 1926 году за счет строительства на тот момент крупнейшего в Европе павильона названного в 1995 году в честь Марлен Дитрих. После того как в 1923 году была поглощена компания Decla-Bioscop AG, и Эрих Поммер стал во главе производства, открыв и воспитав множество звезд, в том числе Эмиля Яннингса, Полу Негри, Конрада Фейдта и Лию де Путти, УФА испытала дальнейший подъем и получила признание благодаря таким фильмам, как «Доктор Мабузе» (1922), «Нибелунги» (1924) и «Фауст» (1926), которые вступили в прямую конкуренцию с Голливудом.
В 1927 году УФА столкнулась с большими финансовыми трудностями. Из-за стабилизации немецкой валюты с ноября 1923 года немецкая киноиндустрия в целом впала в кризис, зарубежные продажи прекратились из-за очень низкой рентабельности, а немецкий рынок снова стал прибыльным, особенно для американских киногигантов. Последующая концентрация на нескольких крупных немецких киноконцернах, которые объединили производство, прокат и показ под одной крышей, чтобы оставаться конкурентоспособными, истощила акционерный капитал УФА. Кроме того, ответственные лица просчитались экономически с масштабными постановками «Нибелунги» и «Метрополис», поставленными Фрицем Лангом в 1924–1926 годах. Положение УФА ещё более усугублялось последствиями контракта, который она заключила в 1925 году с американскими компаниями Paramount и Metro-Goldwyn-Mayer (Parufamet).
В марте 1927 года Альфред Гугенберг, председатель Немецкой национальной народной партии и владелец влиятельной медиа-группы Scherl Group, купил компанию, которой грозило банкротство. Новым генеральным директором стал Людвиг Клич. Сам Гугенберг взял на себя председательство в наблюдательном совете. Его заместителем стал банкир Эмиль Георг фон Штаус. Это изначально ничего не меняло в производственной политике УФА. В 1928 году начальника производства Эриха Поммера, которого обвинили в провале фильмов Ланга, сменил Эрнст Хуго Коррель, который провел компанию через период перехода к звуковому кино. Благодаря контракту с Tobis-Klangfilm, который упростил для нее ситуацию с лицензированием, УФА имела значительное преимущество перед более мелкими компаниями по производству звукового кино. Поммер, оставшийся в кинокомпании в качестве продюсера, не только отвечал за первый звуковой фильм УФА «Мелодия сердца» (1929), но и создал жанр «звуковой кинооперетты». Большим успехом пользовался фильм «Голубой ангел» (1930) с Марлен Дитрих. Благодаря фильмам «Трое с бензоколонки» (1930) и «Конгресс танцует» (1931) Лилиан Харви и Вилли Фрич стали «первой идеальной парой в немецком кино» и, таким образом, одними из самых популярных кинозвезд поздней Веймарской республики.

### Национализация (1933—1945)
Благодаря царившему в ней немецкому национальному духу УФА была приспособлена к целям национал-социалистической пропаганды и её кинополитики. Кроме того, 30 января 1933 года после прихода к власти  национал-социалистов Гугенберг был назначен рейхсминистром экономики. Теперь он открыто предоставил УФА для пропагандистских целей Йозефа Геббельса, хотя в июне 1933 года был уволен с должности под давлением Гитлера. Заранее подчинившись режиму НСДАП, 29 марта 1933 года правление УФА приняло решение уволить многочисленных еврейских сотрудников. Летом 1933 года была создана Имперская палата кинематографии, которая издала распоряжение об исключении еврейских кинематографистов. В 1936 году на территории УФА в Бабельсберге был основан первый в Германии киноинститут.
Геббельс взял УФА под контроль своего министерства пропаганды. 18 марта 1937 года концерн Гугенберга был вынужден продать свои акции за 21,25 млн рейхсмарок компании Cautio Treuhand GmbH, квазигосударственной холдинговой компании, работавшей по заказу Геббельса. Это означало, что УФА была фактически национализирована. Эмиль Георг фон Штаус стал новым председателем наблюдательного совета, Людвиг Клич остался генеральным директором, а Карл Опиц стал руководителем прессы. В мае был создан подконтрольный Геббельсу художественный совет во главе с Карлом Фрёлихом, который оказывал прямое влияние на планирование производства и существенно ограничил действия начальника производства Эрнста Хуго Корреля. После того как Коррель отказался вступить в партию, в 1939 году его освободили от должности.
На момент национализации производственная база УФА включала 27 павильонов, девять из которых находились в Нойбабельсберге (Потсдам-Бабельсберг) и семь в Берлине-Темпельхофе, в том числе три лишь формально принадлежали Carl Froelich-Film GmbH. Кроме того, в концерне было две студии дубляжа, студия перезаписи, две студии комбинированных съемок, две студии рекламных фильмов, одна анимационного кино и небольшая учебная студия.
При национал-социализме УФА пережила новый коммерческий бум, не в последнюю очередь благодаря многочисленным протекционистским мерам, с помощью которых режим освободил компанию от надоедливых внутренних и зарубежных конкурентов и частично интегрировал их в ее производственные структуры. Оккупировав почти всю Европу, национал-социалистическое государство предоставило УФА новые рынки сбыта. После того как во время войны концерн завладел производственными мощностями во Франции и Бельгии, треть продаж приходилась на зарубежные страны. Экономический бум позволил УФА ещё больше развить систему звезд, сложившуюся в эпоху немого кино. Самыми высокооплачиваемыми звездами концерна во времена национал-социализма были Ханс Альберс и Цара Леандер. Среди режиссеров наибольшие гонорары получал Файт Харлан. В 1941 году вышел первый цветной игровой фильм УФА «Женщины — лучшие дипломаты».
10 января 1942 года УФА стала ядром компании Ufa-Film GmbH (UFI), объединившей все немецкое кинопроизводство. Другими зарегистрированными фирмами были Bavaria Film, Berlin-Film, Terra Film, Tobis AG, Prag-Film и Wien-Film.
Кадровая иерархия УФА была реорганизована в соответствии с принципом национал-социалистического лидера. Координация отдельных подразделений концерна UFI была возложена на рейхсфильминтенданта. Ему подчинялись руководители производства, которые отвечали за годовой производственный план и подготовку сценариев к съемкам, и, в свою очередь, давали свои указания продюсерам и режиссёрам. По данным Американского еврейского комитета, в период национал-социализма компания использовала труд подневольных рабочих.

### Разделение и реприватизация (1945—1961)
В конце апреля 1945 года павильоны УФА в Берлине-Темпельхофе и Потсдаме-Бабельсберге были заняты частями Красной армии. После безоговорочной капитуляции вермахта военная администрация специальным законом запретила дальнейшее производство фильмов. 14 июля 1945 года были конфискованы все киноактивы холдинга UFI, принадлежавшие рейху. Вся деятельность в киноиндустрии подчинялась строгим правилам лицензирования, а фильмы подвергались цензуре.
Советская военная администрация, стремившаяся быстро восстановить немецкую киноиндустрию под своим контролем, предоставила несколько павильонов учрежденной 17 мая 1946 года студии DEFA. За два месяца до основания DEFA начались съемки фильма Вольфганга Штаудте «Убийцы среди нас», первого немецкого художественного фильма в послевоенной истории. Он был снят в павильоне Althoff в Бабельсберге и в павильоне Jofa в Берлине-Йоханнистале.
Основной кинополитической целью западных оккупационных держав было предотвратить в будущем любое сосредоточение власти в немецкой киноиндустрии. Западные союзники также были больше заинтересованы в открытии немецкого кинорынка для своей собственной продукции, чем в том, чтобы позволить немецкой киноиндустрии быстро восстановить свои позиции. Поэтому несмотря на Lex UFI, принятый американским и британским военными правительствами в сентябре 1949 года, и закон о расчленении, принятый немецким бундестагом в июне 1953 года, реорганизация проходила очень нерешительно.
Лишь в 1956 году состоялось вычленение фирмы Bavaria, а остальная часть УФА была реприватизирована. Банковский консорциум во главе с Deutsche Bank стоял за созданием новой Universum-Film AG, чьи производственные мощности включали копировальную фабрику Afifa и павильоны в Берлине-Темпельхофе. Председателем совета стал Арно Хауке, который до этого был генеральным попечителем активов UFI в британской зоне. Первый фильм Universum-Film AG — документальная короткометражка «На тонкой нити» — был снят в 1955 году. В 1958 году на экраны вышел первый игровой фильм «Разве мама не великолепна?» с Луизой Ульрих. После ещё десяти фильмов, снятых такими признанными режиссёрами, как Курт Бернхардт, Вильгельм Дитерле, Гельмут Койтнер и Вольфганг Либенейнер, а также новичками, такими как Петер Бове, Рольф фон Зюдов и Георг Тресслер, кинопроизводство было полностью остановлено в 1961 году.